# Landwirtschafts-Altschuldengesetz
Das Landwirtschafts-Altschuldengesetz regelte sechzehn Jahre nach der Wiedervereinigung in Verbindung mit der Landwirtschafts-Altschuldenverordnung die Rückzahlung der Altschulden noch aus der Zeit der DDR für LPG-Nachfolgebetriebe. Im Ergebnis wurden aufgrund des Gesetzes im Sommer 2008 in 1210 Betrieben durch Zahlung eines Betrags von insgesamt 267 Millionen Euro die Schulden meist komplett abgelöst. Das entsprach einer Rückzahlungsquote von nur ungefähr 11 Prozent der erlassenen Altschulden, wobei auch Altschulden abgelöst wurden, die erst nach der Wiedervereinigung neu aufgenommen worden waren.

## Vorgeschichte
Zum Stichtag der Währungsunion hatten die Landwirtschaftlichen Produktionsgenossenschaften der DDR Schulden von geschätzten 7,6 Milliarden D-Mark. Diese waren während der SED-Diktatur oft nicht allein aus wirtschaftlichen Aspekten der Unternehmen entstanden. Aufgrund von politischen Vorgaben mussten die Betriebe auch in soziale oder kulturelle Projekte investieren sowie für die öffentliche Daseinsvorsorge bezahlen. Wegebau, Kindergärten und Kulturhäuser usw. wurden auf diese Weise mit Krediten aus dem staatlichen Haushalt zu Lasten der Betriebe ausgelagert. Innerhalb der DDR waren diese Schulden für Unternehmen bedeutungslos. In der Währungsunion wurden sämtliche Kredite im Verhältnis 2:1 mit in die DM-Bilanz übernommen.

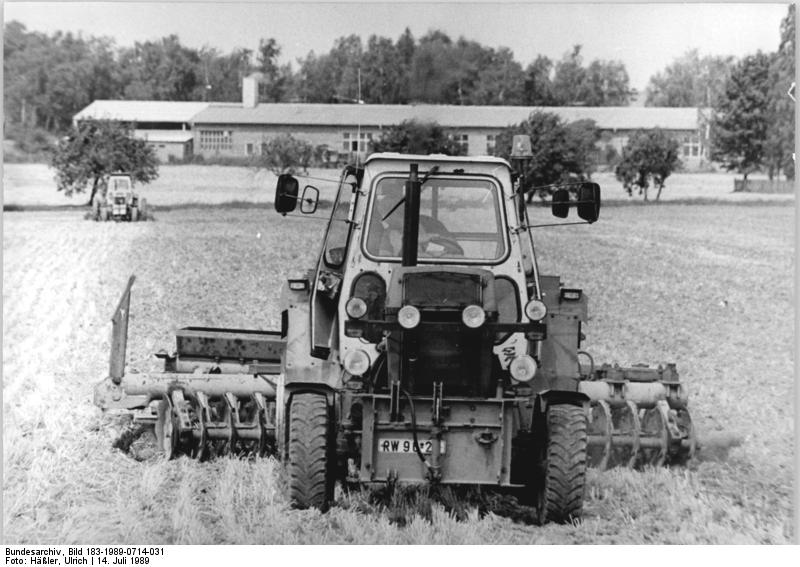
Landtechnik in der DDR 1989

Zur Entlastung der Betriebe war es schon 1991 zu einer ersten Entschuldung gekommen, bei der für 1.382 Unternehmen, die vorher als sanierungsfähig und auch -willig angesehen wurden und insgesamt etwa 4,5 Milliarden Altschulden hatten, rund 1,762 Milliarden D-Mark zur Teilablösung verausgabt wurden. Dies geschah auch vor dem Hintergrund, dass in den D-Mark Eröffnungsbilanzen diesen Schulden auf der Passiva-Seite durch die Bilanzierung des Maschinen- und Anlagevermögens nach geschätzten realen Werten, die erheblich unter den Herstellungs- und Bilanzwerten aus der DDR-Zeit lagen, keine Werte auf der Aktiva-Seite der Bilanz gegenüberstanden. Es sollte auch gewährleistet werden, dass die ehemaligen Genossenschaftsbauern nicht für diese Schulden haften müssten und dass austrittswillige Genossenschaftsmitglieder ihr eingebrachtes Inventar vergütet bekommen würden. Vor diesem Ausgleich waren Bankschulden vorrangig (siehe dazu auch Landwirtschaftsanpassungsgesetz).
Zwischen 1992 und 1994 kam es zu weiteren Entlastungen der LPG-Nachfolgebetriebe. Im Einzelnen wurden ungefähr 1.500 Betriebe bilanziell um 3,5 Milliarden D-Mark dadurch entlastet, dass die Altschulden aus der Bilanz entnommen und nur noch nachrangig geführt werden mussten. Dies betraf alle Betriebe, die nicht schon liquidiert waren und die als sanierungsfähig und -willig angesehen wurden. Dadurch freiwerdende Mittel durften nicht zur Auszahlung ausscheidender Mitglieder und zur Deckung laufender Verluste verwendet werden. In Jahren mit positivem Ergebnis mussten nur 20 Prozent des Gewinns zur Tilgung dieser Schulden verwendet werden, wobei auch die Tilgung steuerlich absetzbar war. Üblicherweise ist das nur für Zinsen möglich. Trotz der schon beschriebenen Maßnahmen waren in vielen Unternehmen die Schulden immer noch höher als das ihnen auf der Aktiva gegenüberstehende Anlagevermögen.
Das Bundesverfassungsgericht bestätigte in einem Urteil vom 8. April 1997 BVerfGE 95, 267 die Rechtmäßigkeit der Altschuldenregelung, beauftragte aber gleichzeitig die Bundesregierung zu überprüfen, ob die seitherigen Maßnahmen ausreichten, eine Existenzgefährdung der Unternehmen durch die Altschulden zu vermeiden. In einem daraufhin in Auftrag gegebenen und 2001 veröffentlichten Gutachten wurde dann festgestellt, dass zu dem Zeitpunkt kaum Altschulden abgebaut waren und diese im Gegenteil durch Zinsen wieder auf 4,7 Milliarden D-Mark angewachsen waren. Wurden Schulden getilgt, geschah dies zu 80 Prozent durch Veräußerung nicht mehr benötigter Vermögenswerte. Die Altschulden hatten allerdings oft auch den positiven Effekt, dass sie Genossen am Austritt hinderten, weil es sich finanziell eher lohnte in der Genossenschaft zu bleiben. Dies mit berücksichtigt kamen die Gutachter zu dem Schluss, dass schon die damaligen Subventionen die Altschulden überkompensiert hätten. Der noch hohe Altschuldenbestand sei durch geschicktes Hinauszögern der Tilgungen entstanden, und dieses in der Hoffnung auf weitere Subventionen, nicht aber durch mangelnde Zahlungsfähigkeit. Die Studie wurde in der Folge ironisch kommentiert und kontrovers diskutiert und es wurden andere Modellrechnungen vorgestellt, nach denen im vom Bundesverfassungsgericht vorgegebenen Zeitraum bis 2010 nur 5 Prozent der Betriebe in der Lage wären, die Schulden komplett zurückzuzahlen. Der Parlamentarische Staatssekretär Gerald Thalheim (Bundesministerium für Ernährung und Landwirtschaft) und andere Politiker aus den neuen Ländern sowie Genossenschaftsverbände oder ostdeutsche Medien wie die Zeitschrift „Neue Landwirtschaft“ drängten damals auf einen weiteren Schuldenerlass.

## Das Gesetz und seine Umsetzung
Nach langer und kontroverser Diskussion wurde das Landwirtschafts-Altschuldengesetz im Sommer 2004 beschlossen und am 1. Dezember 2004 trat die zugehörige Durchführungsverordnung in Kraft. Die neue Regelung  sah vor, dass den Unternehmen, die die Altschulden durch eine Einmalzahlung ablösen wollten, die Altschulden bis spätestens 31. August 2008 erlassen würden. Im Bundesfinanzministerium erwartete man abzulösende Schulden von 2,1 Milliarden Euro, bei denen Einnahmen von 600.000 Euro durch die Einmalzahlung eingeplant waren. Neben einigen Änderungen an der bisherigen bilanztechnischen Einordnung der Altschulden war auch ein Mindestablösebetrag vorgesehen, der sich aus den abgezinsten eingesparten Bank- und Wirtschaftsprüfungskosten ergab.
Antragsberechtigt waren 1.350 Unternehmen, von denen 1.222 innerhalb der vorgegebenen kurzen Frist einen Antrag gestellt hatten. Erste Bewilligungen gab es schon im Juli 2005. Die letzten verzögerten sich bis 2008. Die Gründe waren ein langes und kompliziertes Verfahren mit jeweiliger Einzelfallprüfung und eine mangelnde Kommunikation der bearbeitenden BAG Bankaktiengesellschaft Hamm und der BVVG. Teilweise hörten die Betriebe zwei Jahre lang nichts von dem Antrag. Kritik gab es auch an den Angeboten und Berechnungen der BAG. Über die Gegenangebote der Unternehmen, die im Durchschnitt eine Quote von 7,4 Prozent der noch vorhandenen Altschulden boten, wurde hart verhandelt.
Letztendlich zahlten 500 Betriebe nur den Mindestbetrag. Insgesamt wurden 267 Millionen Euro eingenommen, was einer Quote von 11 Prozent der Altschulden entspricht.